# Metro van Zhengzhou

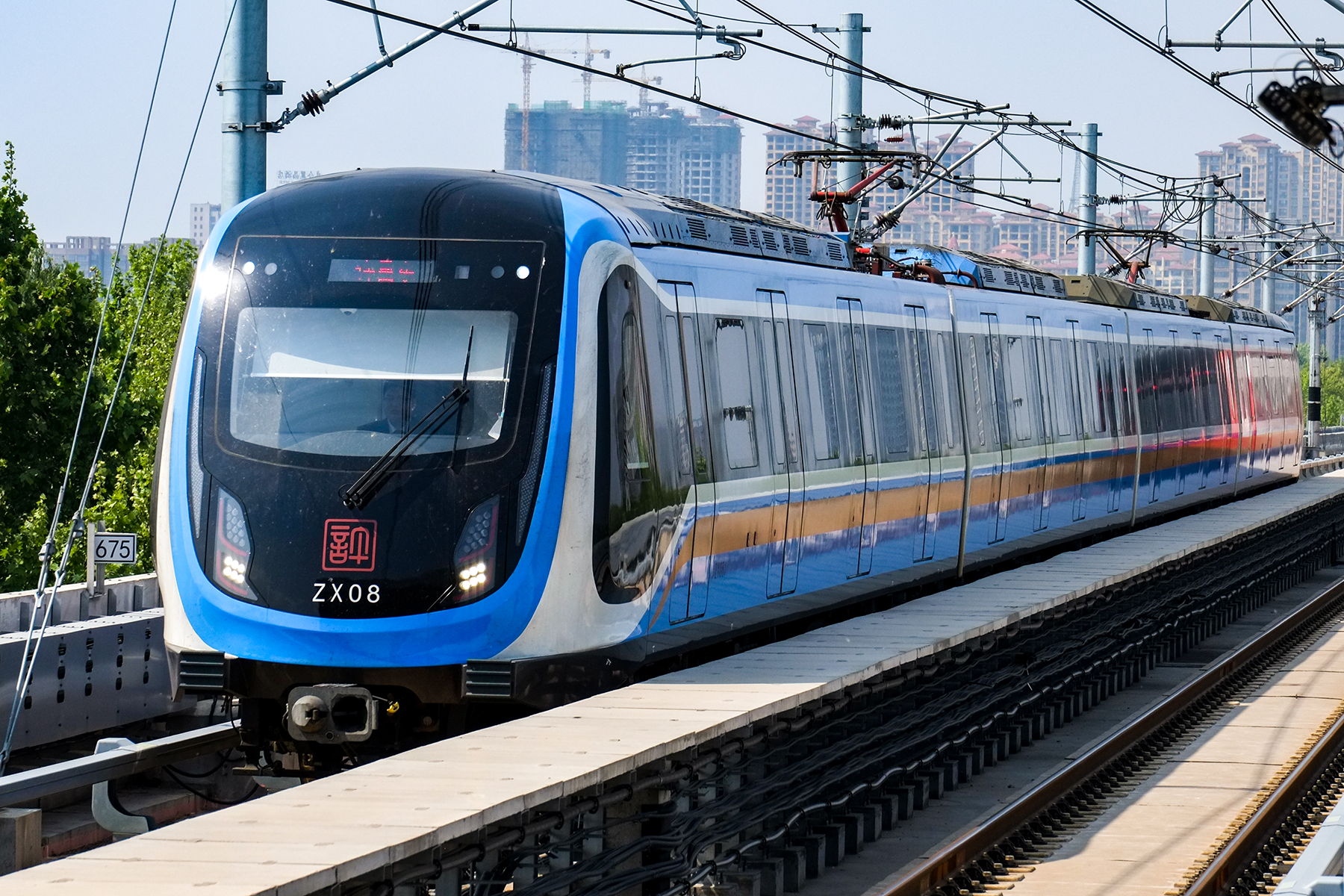
Een trein op de Zhengxu-lijn nadert het metrostation Yonghelu (april 2024)

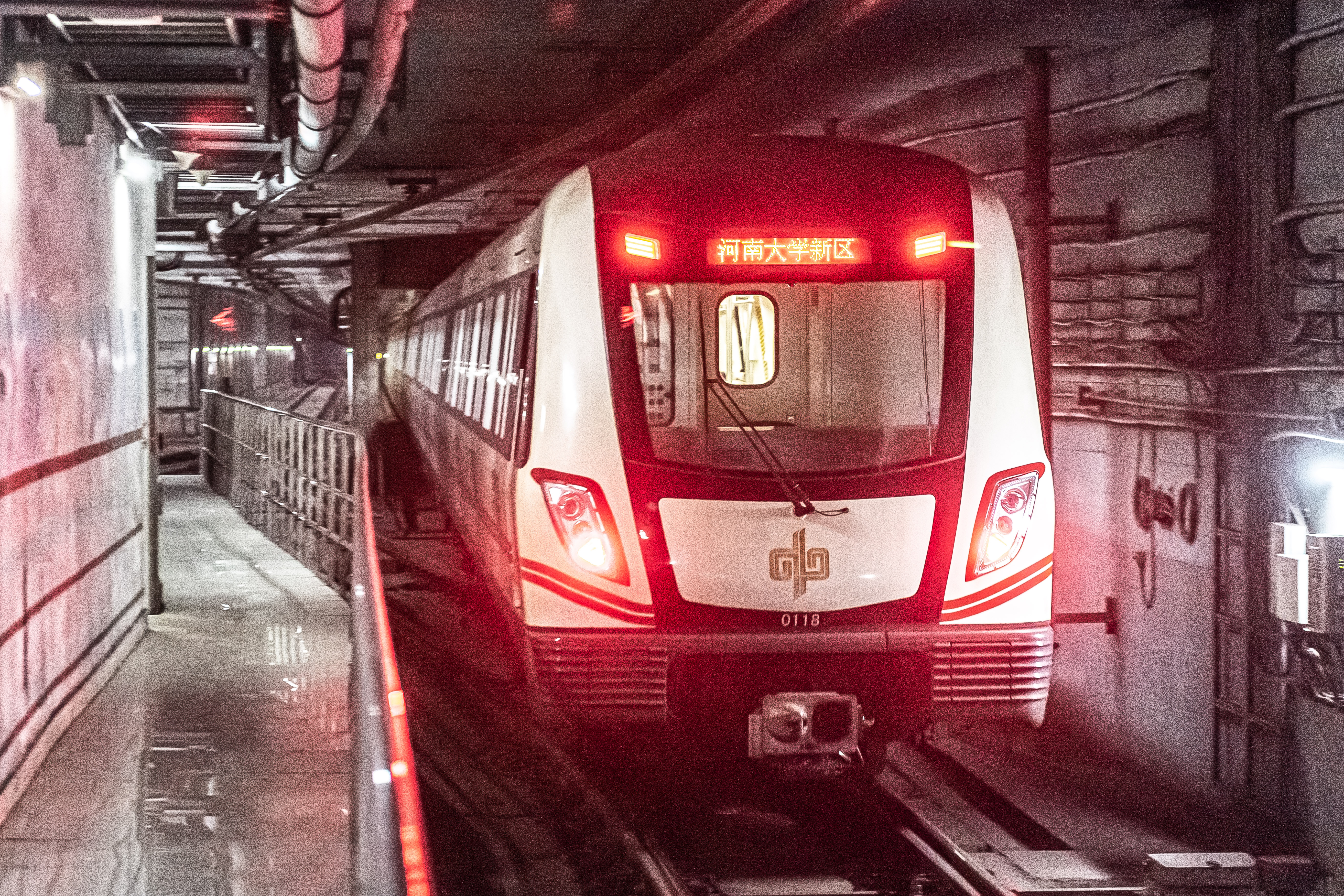
Een stel van lijn 1 rijdt weg van het station Minhanglu

De metro van Zhengzhou is een vorm van openbaar vervoer in de Chinese miljoenenstad Zhengzhou, hoofdstad van de provincie Henan en een van de negen Chinese nationale centrale steden. Dertien lijnen met 238 stations, waarvan 49 met overstapmogelijkheden tussen de lijnen (waaronder twee als kruispunt van drie lijnen), op een traject van 450 km werden sinds december 2013 in gebruik genomen. Zhengzhou werd hiermee de achttiende stad in China waar een metro in gebruik werd genomen. In 2024 gebruikten 697 miljoen reizigers het systeem, of gemiddeld 1,91 miljoen reizigers per dag. De piekdag tot juni 2025 is 31 december 2024, toen 4.279.500 reizigers de metro namen.
De Chengjiao-lijn is een metrolijn in de voorsteden die de stad verbindt met Longhu, de Zhengzhou Airport Economy Zone en de Zhengzhou Xinzheng International Airport. Treinen op deze lijn rijden momenteel door als lijn 2 waarbij lijn 2 en de Chengjiao-lijn momenteel een geheel vormen. De Chengjiao-lijn heeft dezelfde gele kleur als lijn 2 op de signalisatie in de metrostations en treinen zelf, hoewel de systeemkaart op de website van Zhengzhou Metro deze lijn toont met de kleur olijf, wat de kleur is voor lijn 9. Volgens het plan zal de Chengjiao-lijn in de toekomst worden geëxploiteerd als onderdeel van de toekomstige lijn 9.
De Zhengxu-metrolijn, ook aangeduid als S1 en initieel gepland als lijn 17 is een doorvoerlijn onderdeel van het Zhengzhou Metropolitan Area Rail Transit die Zhengzhou en de Zhengzhou Xinzheng International Airport verbindt met Xuchang

## Lijnen
| Lijn              | Eindbestemmingen                                                          | Geopend    | Lengte   | Stations |
| ----------------- | ------------------------------------------------------------------------- | ---------- | -------- | -------- |
| 1                 | Henan University of Technology - New Campus of Henan University           | 2013, 2019 | 41,20 km | 30       |
| 2                 | Jiahe - Nansihuan                                                         | 2016, 2019 | 30,89 km | 22       |
| 3                 | Henan Sports Center - Binhe Xincheng Nan                                  | 2020, 2023 | 31,80 km | 25       |
| 4                 | Laoyachen - Langzhuang                                                    | 2020       | 29,20 km | 27       |
| 5 cirkel          | Yueji Gongyuan - Yueji Gongyuan                                           | 2019       | 40,40 km | 32       |
| 6                 | Jiayu - Qinghua Fuzhong                                                   | 2022, 2024 | 43,41 km | 28       |
| 7                 | Dongzhao - Nangangliu                                                     | 2024       | 26,80 km | 27       |
| 8                 | Tianjianhu - Lumiao                                                       | 2024       | 51,78 km | 28       |
| (9) Chengjiao     | Nansihuan - Zhengzhou Hangkonggang Railway Station                        | 2017, 2022 | 40,70 km | 18       |
| 10                | Zhengzhou Railway Station (Erqi) - Zhengzhouxi Railway Station (Xingyang) | 2023       | 21,85 km | 12       |
| 12                | Longzihu Dong - Lianghu                                                   | 2023       | 16,54 km | 11       |
| 14                | Tielu - Lianhu                                                            | 2019, 2023 | 7,46 km  | 5        |
| (S1) (17) Zhengxu | Chang'an Lu Bei - Xuchangdong Station (Xuchang)                           | 2023       | 67,12 km | 26       |

## Tarieven
De metro van Zhengzhou hanteert kilometertarieven in functie van trajectlengte met minimaal 2 yuan voor elke afstand tot en met 6 kilometer, 3 yuan voor meer dan 6 kilometer en maximaal 13 kilometer, 4 yuan voor het afleggen van meer dan 13 kilometer en maximaal 21 kilometer en 5 yuan voor het afleggen van meer dan 21 kilometer en maximaal 30 kilometer. Als men meer dan 30 kilometer aflegt, wordt 1 yuan bovenop die 5 yuan in rekening gebracht voor elke extra 9 kilometer. De duurste tickets eind 2024 zijn 9 yuan. Daarnaast zijn er kortingen en vrijstellingen voor specifieke bevolkingsgroepen en leeftijdscategorieën.

## Ligging

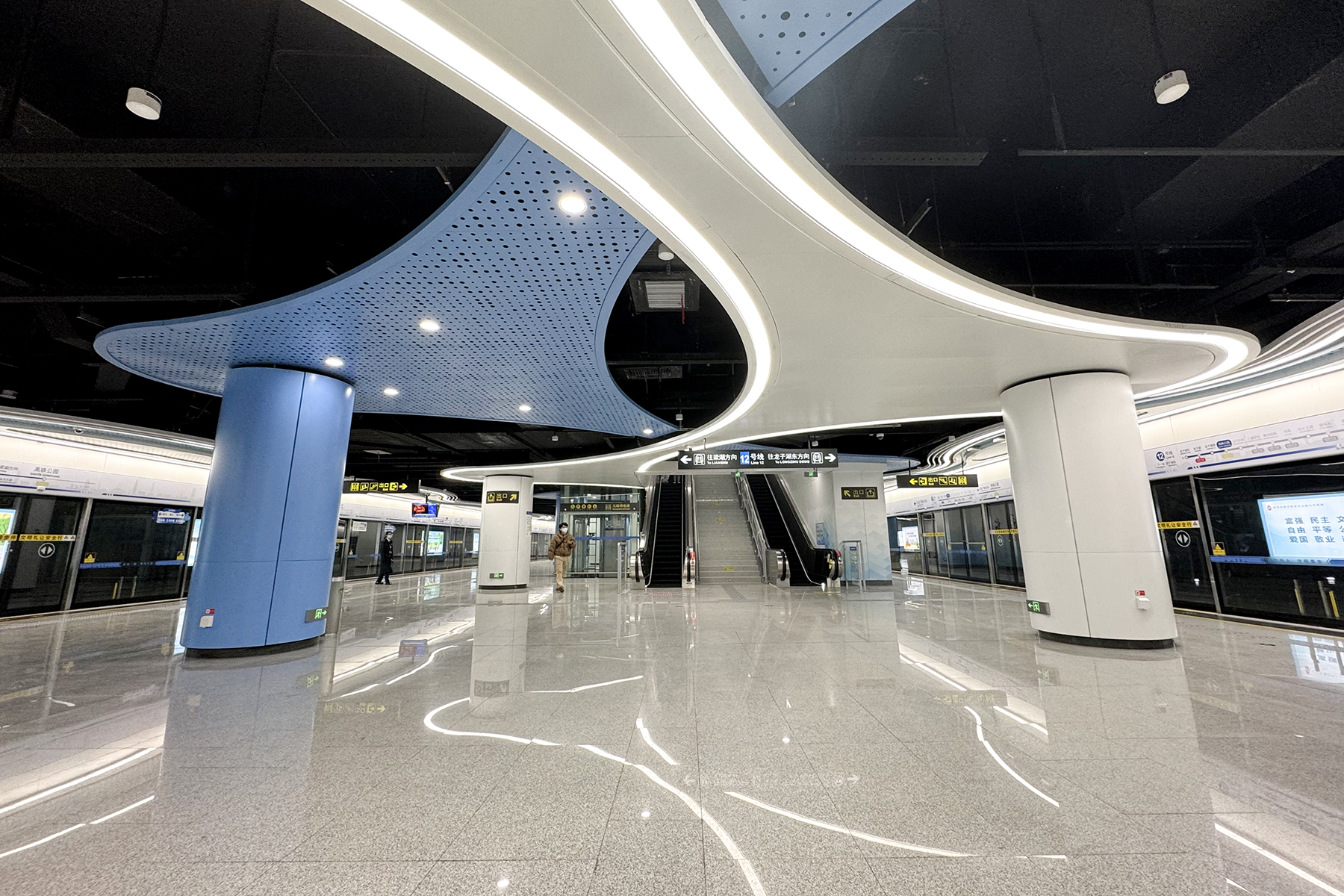
Perron voor lijn 12 in het metrostation Gaotie Gongyuan (december 2023)

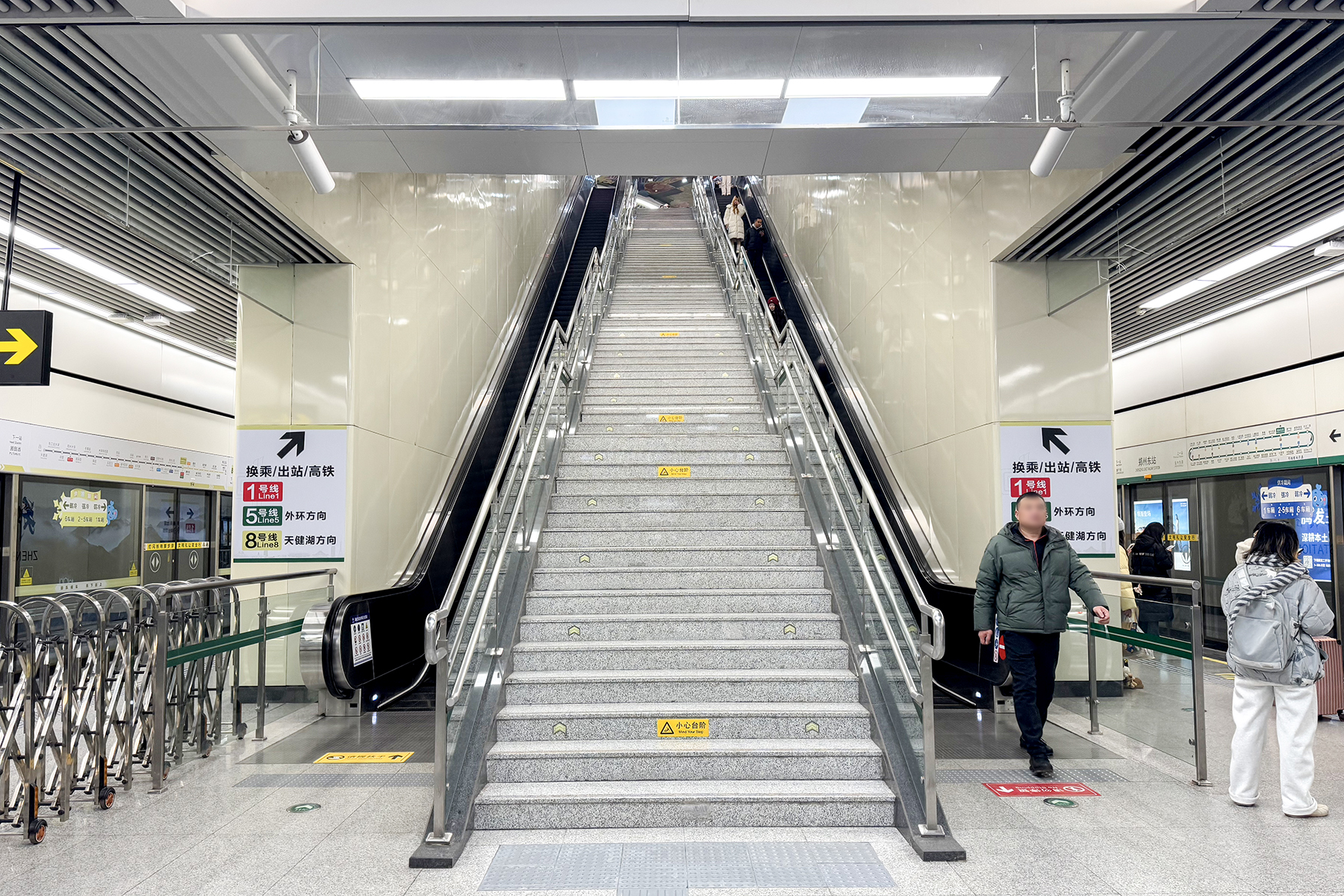
Perron van het metrostation Zhengzhoudong Railway Station